# Açude Carnaubal
O açude Carnaubal ou açude Grota Grande, está localizado no leito do Riacho do Meio, na região noroeste do Ceará. Foi concluído em 1990.